# Жуковец, Юрий Владимирович
Ю́рий Влади́мирович Жукове́ц (укр. Юрій Володимирович Жуковець; 1998, Радехов) — украинский военнослужащий, капитан, участник российско-украинской войны. Герой Украины (2024).

## Биография
Родился в 1998 году в городе Радехов Львовской области. Получил высшее образование в университете внутренних дел, одновременно обучаясь на военной кафедре. В 2020 году ему было присвоено звание младшего лейтенанта. До начала полномасштабного вторжения России в Украину занимался недвижимостью и имел собственное агентство.
С марта 2022 года добровольно вступил в ряды Вооружённых сил Украины. Сначала служил командиром взвода в 216-м батальоне 125-й отдельной бригады территориальной обороны. Позднее стал командиром разведывательного взвода в 202-м батальоне 103-й отдельной бригады территориальной обороны. Отличился профессионализмом и решительными действиями на передовой, проявив исключительное мужество в сложнейших боевых условиях.
Во время боёв в Курской области его подразделение попало в засаду. Юрий получил пять огнестрельных ранений в ноги, руку и живот, однако ни одна из пуль не задела жизненно важные органы. Несмотря на ранения, ему удалось эвакуировать личный состав. На момент присвоения звания Героя Украины проходил лечение в Киевской областной клинической больнице.

## Награды
- Звание «Герой Украины» с удостоением ордена «Золотая Звезда» (30 сентября 2024) — за личное мужество и героизм, проявленные в защите государственного суверенитета и территориальной целостности Украины, верность военной присяге[2].